# Etruscología

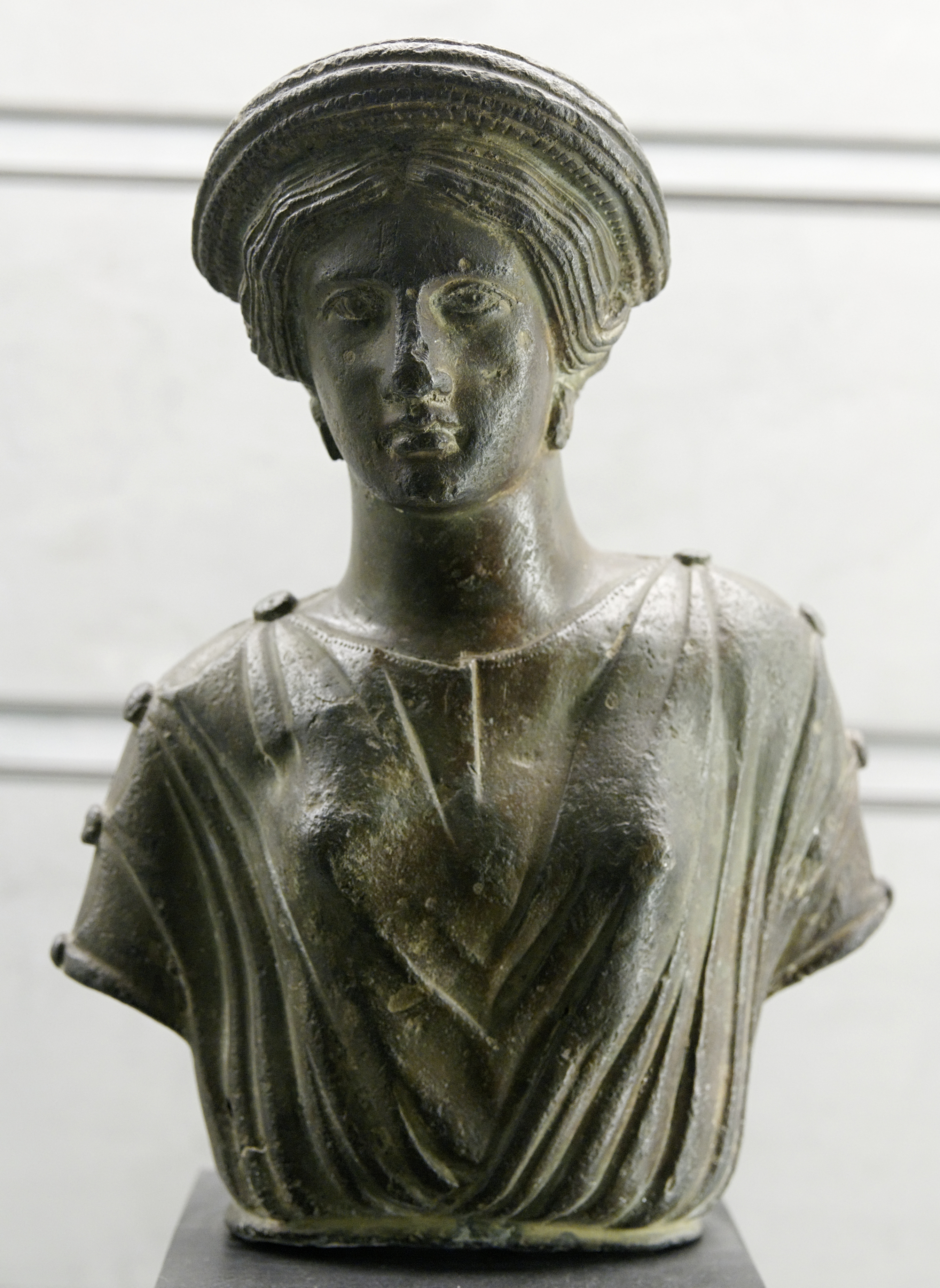
Busto etrusco de mujer confeccionado en el siglo IV a. C.

La etruscología es una subdisciplina académica enmarcada dentro del campo de estudio del arte y cultura clásicos, que trata a los etruscos, una civilización absorbida por la República romana. Muchos profesionales estudian asimismo la historia, la cultura y la arqueología de Roma y Grecia, debido a la gran influencia que tuvieron sobre Etruria.

## Historia de la disciplina
En el siglo XV comenzó a redescubrirse el mundo etrusco, gracias al monje Giovanni Annio. Uno de los primeros estudiosos dedicados especialmente a los etruscos fue el historiador escocés Thomas Dempster (1570-1625), con su ensayo De Etruria Regali Libri Septem, escrito en latín. En el siglo XVIII destacan las investigaciones de L. Lanzi comenzaron a tomar un carácter científico, ya que hasta entonces, para los historiadores Antigüedad significaba Grecia y Roma. La afición hacia los etruscos aumentó en el siglo XIX, época en que fueron mencionados por escritores tan ilustres como Stendhal, Jules Michelet y Goethe, que los representaban según la visión romana: crueles, indolentes, muy religiosos, orgiásticos y obsesionados con la muerte y el futuro. Este estereotipo pervivió hasta comienzos del XX, donde destaca la obra Paseos etruscos, de David Herbet Lawrence, y se ha ido rompiendo a lo largo del siglo XX gracias a las nuevas investigaciones.
En 1930 una revista francesa, Formes, alaba y describe el arte etrusco, separándolo definitivamente del romano. La primera revista especializada en los etruscos fue Studi Etruschi. Un ejemplo de revista contemporánea es la estadounidense Etruscan Studies: Journal of the Etruscan Foundation, que comenzó a publicarse en 1994. Otros estudios, también en inglés y menos rigurosos, son Etruscan News y la publicación electrónica Etruscan News Online.
Algunos de los más destacados profesionales en la materia son: Massimo Pallottino, Larissa Bonfante, Giovanni Colonna, Carlo M. Lerici y M. Cristofani.